# Jack Purvis
Pour les articles homonymes, voir Purvis.
Jack Purvis est un acteur britannique né le 13 juillet 1937 et mort le 21 novembre 1997.
Atteint de nanisme, Purvis était par conséquent souvent choisi pour des rôles requérant des acteurs de petite stature. Il apparaît en tant que différentes créatures extra-terrestres dans chacun des trois films de la trilogie originale Star Wars. Il apparaît également dans trois des premiers films fantastiques du réalisateur Terry Gilliam : Bandits, bandits, Brazil et Les Aventures du baron de Münchhausen.
Il est décédé du Stéatose hépatique.